# クセニア (小惑星)
クセニア (625 Xenia) は、小惑星帯のS型小惑星。エウノミア族に近い軌道を持つ小規模な小惑星族のどれかに含まれると考えられている。
アウグスト・コプフがハイデルベルクで発見した。